# اریش مارکس
اریش مارکس (به آلمانی: Erich Marcks) (۶ ژوئن ۱۸۹۱ – ۱۲ ژوئن ۱۹۴۴) یک نظامی بلندپایه آلمانی در دوره امپراتوری آلمان، جمهوری وایمار و رایش سوم بود که در جریان جنگ جهانی دوم فرماندهی یگان‌های مختلفی از نیروی زمینی آلمان را بر عهده داشت.

## سال‌های اولیه
اریش مارکس در سال ۱۸۹۱ زاده شد. در سال ۱۹۱۰ به نیروی زمینی امپراتوری آلمان پیوست و در جنگ جهانی اول حضور پیدا کرد. در این دوره موفق به دریافت صلیب آهنین درجه دو و یک شد. پس از جنگ به فرای‌کور ملحق شد. سپس وارد رایشسور گشت و میان سال‌های ۱۹۲۱ تا ۱۹۳۳ سمت‌های متعددی را در آن عهده‌دار بود. مدتی در وزارت دفاع به خدمت پرداخت. پس از مدتی به نیروی زمینی بازگشت و رئیس ستاد سپاه ۸ شد.

## جنگ جهانی دوم
ترفیع درجات:
- ۲۱ دسامبر ۱۹۱۱: ستوان دوم
- -----: ستوان یکم
- ۱۸ اکتبر ۱۹۱۸: سروان
- ۱ دسامبر ۱۹۲۹: سرگرد
- ۱ اکتبر ۱۹۳۳: سرهنگ دوم
- ۱ سپتامبر ۱۹۳۵: سرهنگ
- ۱ آوریل ۱۹۳۹: سرتیپ
- ۱ مارس ۱۹۴۱: سرلشکر
- ۱ اکتبر ۱۹۴۲: سپهبد (ژنرال توپخانه)

مارکس با شروع جنگ جهانی دوم در نبرد لهستان شرکت کرد و در نبرد فرانسه رئیس ستاد ارتش هجدهم بود.
ارتشبد فرانتس هالدر، رئیس ستاد کل نیروی زمینی روز چهارم ماه ژوئیه سال ۱۹۴۰، او را به عنوان رئیس ستاد ارتش هجدهم، موظف به آماده‌سازی طرح دفاعی این ارتش برای محافظت از اراضی شرقی کرد. طرح آماده شده توسط مارکس تحت عنوان «دستورالعمل استقرار ارتش هجدهم»، رویکردی کاملاً تهاجمی داشت و بر پایه فرض امکان شناسایی آماده‌سازی شوروی، تهاجم پیش‌دستانه پیش از آغاز عملیات‌های دشمن علیه آلمان را برنامه‌ریزی کرده بود. دو هفته پس از آغاز آماده‌سازی‌های دفاعی توسط ارتش هجدهم، اهداف این طرح‌ریزی در جریان برنامه‌ریزی برای حمله به شوروی، به شرایط تهاجمی تغییر یافت. روز ۲۹ ژوئیه، با پرواز مارکس به مقر هالدر در فونتن‌بلو، رئیس ستاد کل نیروی زمینی موجب تغییر تمرکز طرح مارکس از اوکراین به مسکو شد. مارکس طرح خود را تحت عنوان «پیش‌نویس عملیاتی شرق» در پنجم اوت تکمیل کرد. طرح مارکس یک "بررسی جامع" بود که به شکل کاملی آرای هالدر در ارتباط با جنگ با شوروی را بازتاب می‌نمود. این طرح پایه برنامه‌ریزی‌های ستادی با جزئیات بیشتر را شکل داد.
با آغاز عملیات بارباروسا، تهاجم آلمان به شوروی، مارکس فرماندهی لشکر صدم و یکم پیاده‌نظام سبک به عنوان بخشی از گروه ارتش جنوب، را بر عهده داشت. روز چهارم عملیات در نبرد بر سر مدیکا در اوکراین به شدت زخمی شد و یک پای خود را از دست داد. برای معالجه به آلمان بازگردانده شد و یک سال را صرف بازیابی کرد. پس از آن به فوررریزرو منتقل گشت. دو تن از سه پسر او در جبهه شرقی کشته شدند.
وی در نهایت ۱۲ ژوئن ۱۹۴۴ در نبرد نرماندی در اثر یک حمله هوایی مجروح شد و همان روز جان باخت.

## جایزه‌ها و نشان‌ها
- صلیب آهنین
  - درجه دو: ۲۵ سپتامبر ۱۹۱۴
  - درجه یک: اوت ۱۹۱۵
- گیره صلیب آهنین
  - درجه دو: ۲۱ سپتامبر ۱۹۳۹
  - درجه یک: ۲۹ سپتامبر ۱۹۳۹
- صلیب شوالیه صلیب آهنین با برگ‌های بلوط
  - صلیب شوالیه: ۲۶ ژوئن ۱۹۴۱
  - برگ‌های بلوط: ۲۴ ژوئن ۱۹۴۴ (پس از مرگ)